# Karma to Burn
Karma to Burn, comúnmente abreviado como K2B, es una banda de rock del desierto/stoner rock de Morgantown (Virginia Occidental). La banda se destaca por su sonido intransigente, principalmente instrumental. Su nombre proviene de una nota en la portada del álbum Desire de Bob Dylan de 1976 que dice "Tengo un hermano o dos y mucho karma que quemar...".

## Historia

### Primera era (1993-2002)
Después de años de autopromoción viral (como llamar a compañías discográficas haciéndose pasar por otras bandas que habían escuchado a una banda interesante llamada Karma to Burn), Karma to Burn firmó con Roadrunner Records en 1996. Planeaban lanzar un álbum totalmente instrumental, pero Roadrunner insistió en que el contrato solo era válido con la condición de que contrataran a un vocalista. Después de una breve prueba del entonces líder de Kyuss, John García, contrataron a un amigo suyo, Jason Jarosz. Su primer álbum, Karma to Burn, fue lanzado en 1997 y, a pesar de la aclamación de la crítica, se vendió mal. La banda decidió despedir a Jarosz y, como tal, fueron despedidos de Roadrunner. La banda continuó, lanzando Wild, Wonderful Purgatory de 1999 y Almost Heathen de 2001 como álbumes completamente instrumentales.
La banda se disolvió extraoficialmente en algún momento a mediados de 2002, cuando el bajista Rich Mullins se unió a la banda Speedealer. A partir de 2008, Mullins tocaba en la banda de Los Ángeles Year Long Disaster, Oswald era el baterista en Nebula y Will Mecum tocaba la guitarra en Treasure Cat.

### Reunión (2009-2010)
El 23 de febrero de 2009, Karma to Burn se reformó con la misma formación que cuando se disolvieron. Hicieron una extensa gira, llegando tanto a los Estados Unidos como a Europa. Su gira europea incluyó un segundo lugar en el escenario en el Download Festival, que ahora se ha vuelto famoso por el enjambre de avispas sobre la multitud en todo momento. Un año después de reunirse, Karma to Burn estaba en las etapas de terminar un cuarto álbum, que fue producido por Scott Reeder, exintegrante de la banda de stoner rock Kyuss . El álbum, Appalachian Incantation, fue lanzado en abril de 2010 e incluía dos pistas vocales: 'Waiting on the Western World', con el vocalista y guitarrista de Year Long Disaster, Daniel Davies, y 'Two Times', con el ex vocalista de Kyuss, John García . El resto del álbum consistió en selecciones instrumentales. La banda realizó una gira por Europa después de su lanzamiento, incluida una gira de nueve fechas por el Reino Unido con el apoyo de la otra banda del bajista Mullins, Year Long Disaster. 

### Fusión con Year Long Disaster (2010-presente)

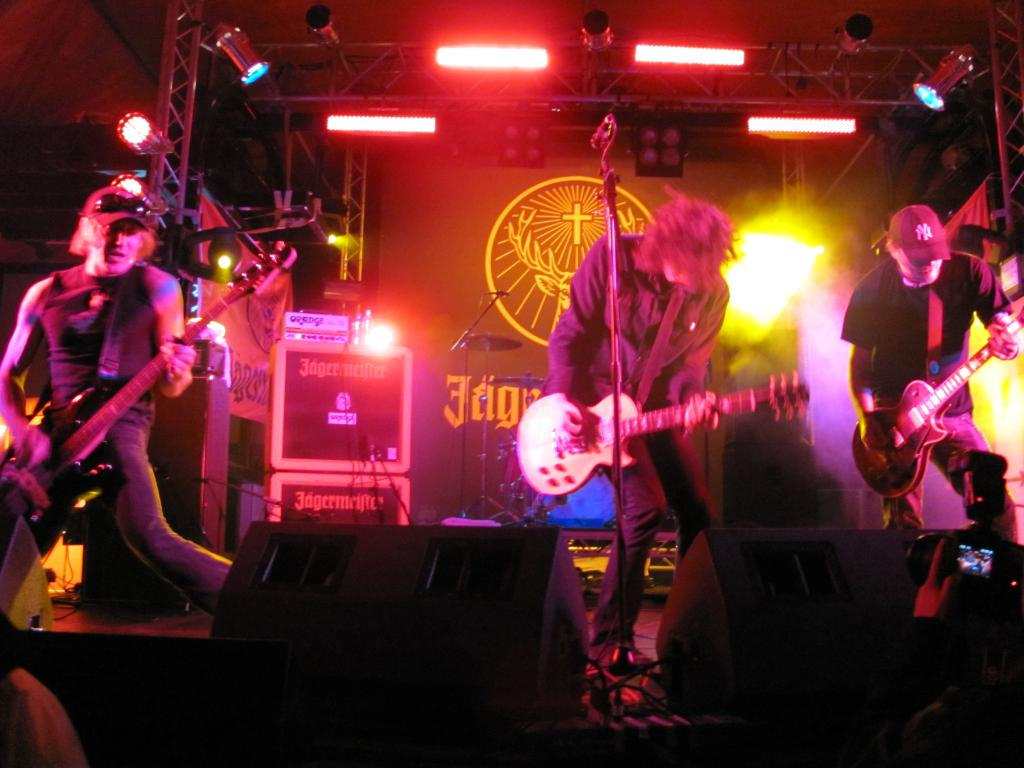
Karma to Burn con el vocalista Daniel Davies en Sonisphere Knebworth 2010.

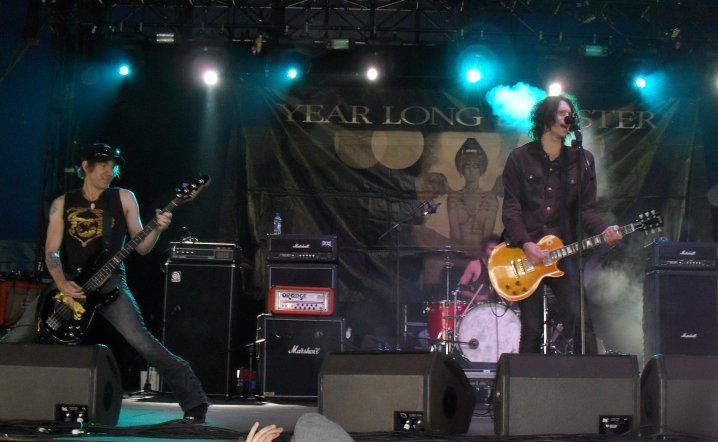
Year Long Disaster play Download Festival 2010 con todos los miembros de K2B como banda de acompañamiento.

En una entrevista de mayo de 2010 con Uber Rock, Daniel Davies comentó sobre una fusión planificada entre las bandas Year Long Disaster y Karma to Burn:

"The bands are starting to kind of merge together.  We wrote that song together and we liked it so we're thinking that maybe we should write some more songs together. I think that is where it's leading to now."

En junio de 2010, Year Long Disaster realizó una gira por Europa con los tres miembros de Karma to Burn como parte de la banda. El favor fue devuelto en la gira de verano europea de Karma to Burn, con Davies interviniendo como guitarrista ocasional (y, cuando era necesario, vocalista) para la banda. Karma to Burn luego anunció que planea grabar una rápida continuación de Appalachian Incantation con un álbum con varias canciones con la voz de Davies, que se lanzará en 2011, borrando aún más los límites entre él y Year Long Disaster . La especulación sobre si Davies se había unido a la banda fue confirmada por su inclusión en la imagen de la banda en el sitio web de K2B y, más sólidamente, por el propio Rich Mullins en una entrevista con Rock Radio. 
K2B encabezó el escenario de Jägermeister en la etapa británica del Sonisphere Festival 2010, y apoyó a The Sword en su gira de invierno de 2010 por Estados Unidos y en Europa el noviembre siguiente.
La continuación de Appalachian Incantation, V, se grabó en febrero de 2011 en el Studio 606 de Dave Grohl e incluye la voz de Davies en tres canciones, aunque desde entonces comenzó un proyecto fuera de Karma to Burn y dejó el grupo, volviendo la banda a un trío. V fue lanzado en junio de 2011, seguido de una gira más extensa por Estados Unidos y Europa. La banda también estaba lista para grabar una canción para el proyecto en solitario de John García, García Vs. García. El 7 de septiembre, se dijo a través de Twitter que Karma to Burn había terminado de grabar tres pistas con John García, aunque no quedó claro para qué proyectos.
Evan Devine de la banda de metal de Morgantown, Ancient Shores, reemplazó la batería de Karma to Burn durante su gira europea de 2012 y se convirtió en miembro de tiempo completo después.
Su álbum Arch Stanton fue lanzado en 2014 en FABA/Deepdive Records. Contó con el dúo de Mecum y Devine, con Mecum asumiendo las funciones de guitarra y bajo.
El EP Karma to Burn, Mountain Czar, fue lanzado en 2016. El lanzamiento presentó a Eric Clutter como bajista de tiempo completo.
El guitarrista Will Mecum murió el 29 de abril de 2021 luego de sufrir lesiones traumáticas en la cabeza debido a una caída accidental. En el momento de su muerte, era el último miembro fundador que quedaba en la formación de la banda.
Anterior
La banda ha seguido activa en las redes sociales desde el fallecimiento de Mecum. La mayor parte de la discografía de la banda ha sido reprimida por Heavy Psych Sounds Records, y cada reedición está dedicada a la memoria de Mecum.  El ex bajista Rich Mullins anunció planes para lanzar un álbum más de Karma to Burn.

## Integrantes de la banda
- William Mecum - guitarra
- Rich Mullins – bajo
- Rob Oswald – batería
- Evan Devine – batería
- Eric Clutter – bajo
- Daniel Davies - guitarra, voz
- Jason Jarosz – voz
- Juan García – voz
- Nathan Limbaugh – batería
- Chuck Nicholas - batería
- Ronnie García - voz (sin confirmar)
- Jim Davison - guitarra / voz (solo en vivo)
- Rob Halkett - bajo[20]
- Karim Chatila – voz[20]

## Discografía

### Álbumes de estudio
- Karma para quemar (Roadrunner Records, 1997)
- Purgatorio salvaje y maravilloso (Roadrunner Records, 1999)
- Casi pagano (Spitfire Records, 2001)
- Encantamiento de los Apalaches (Napalm Records, 2010)
- V (registros de napalm, 2011)
- Arch Stanton (FABA/Deepdive Records, 2014)

### Álbumes en vivo
- En vivo en Bruselas (FABA Records, 2013)

### EP
- Dividir 7 "con ASG ( Volcom Entertainment Vinyl Club, 2009)
- Split 7" con ÖfÖ Am (banda instrumental francesa) ( Napalm Records, 2010)
- Split 7 "con Sons of Alpha Centauri (Kitchen Dweller Records, 2010)
- Ingredientes del encantamiento (Napalm Records, 2010)

(Incantation's Ingredients fue un EP de gira, vendido en las giras previas al lanzamiento de Appalachian Incantation de K2B. Incluía varias pistas del álbum. )
- Karma to Burn (Heavy Psych Sounds Records, 2013)[21]
- Split 7 "con Sons of Alpha Centauri (H42 Records, 51/73 2014)
- Split 7 "con Sons of Alpha Centauri (H42 Records, Six / 66 2015)
- Split 7 "con Sons of Alpha Centauri (H42 Records, Six / 66 DesertFest London Edition 2015)
- Split 7 "con Sons of Alpha Centauri (H42 Records, Fourteen/65 2015 Repress of 2010 7")
- Zar de la montaña (SPV/Rodeostar Records, 2016)

### Álbumes recopilatorios
- Mountain Mama′s - Una colección de las obras de Karma to Burn (Roadrunner Records, 2007-Edición limitada a 2000 copias)
- Live in London & Chasing the Dragon (DRP Records, 2009-Edición limitada a 250 copias)
- Karma to Burn: Slight Reprise (Maybe Records, 2012)[22]
- Karma to Burn / Sons of Alpha Centauri: La trilogía definitiva de 7 " (H42 Records, 2017)

### Vídeos
- Live 2009 - Reunion Tour (una colección de imágenes de 2009, también incluye videos adicionales filmados entre 1997 y 1999)